# ポール・ルトガーズ
ポール・ルトガーズ（Paul Rutgers 　1984年1月17日 - ）はオーストラリア連邦出身の野球選手。
ポジションは外野手・二塁手。右投右打。ミネソタ・ツインズのA級でプレーしている。
俊足と思い切りのよい打撃、俊足を生かした広い守備範囲が持ち味。2006 ワールド・ベースボール・クラシック・オーストラリア代表と2009 ワールド・ベースボール・クラシック南アフリカ代表に選出されている。